# Orkánová sezóna 2017/2018
Orkánová sezóna v Evropě 2017/18 je sezóna během které bylo zaznamenáno sedmnáct silných bouří.

## Bouře

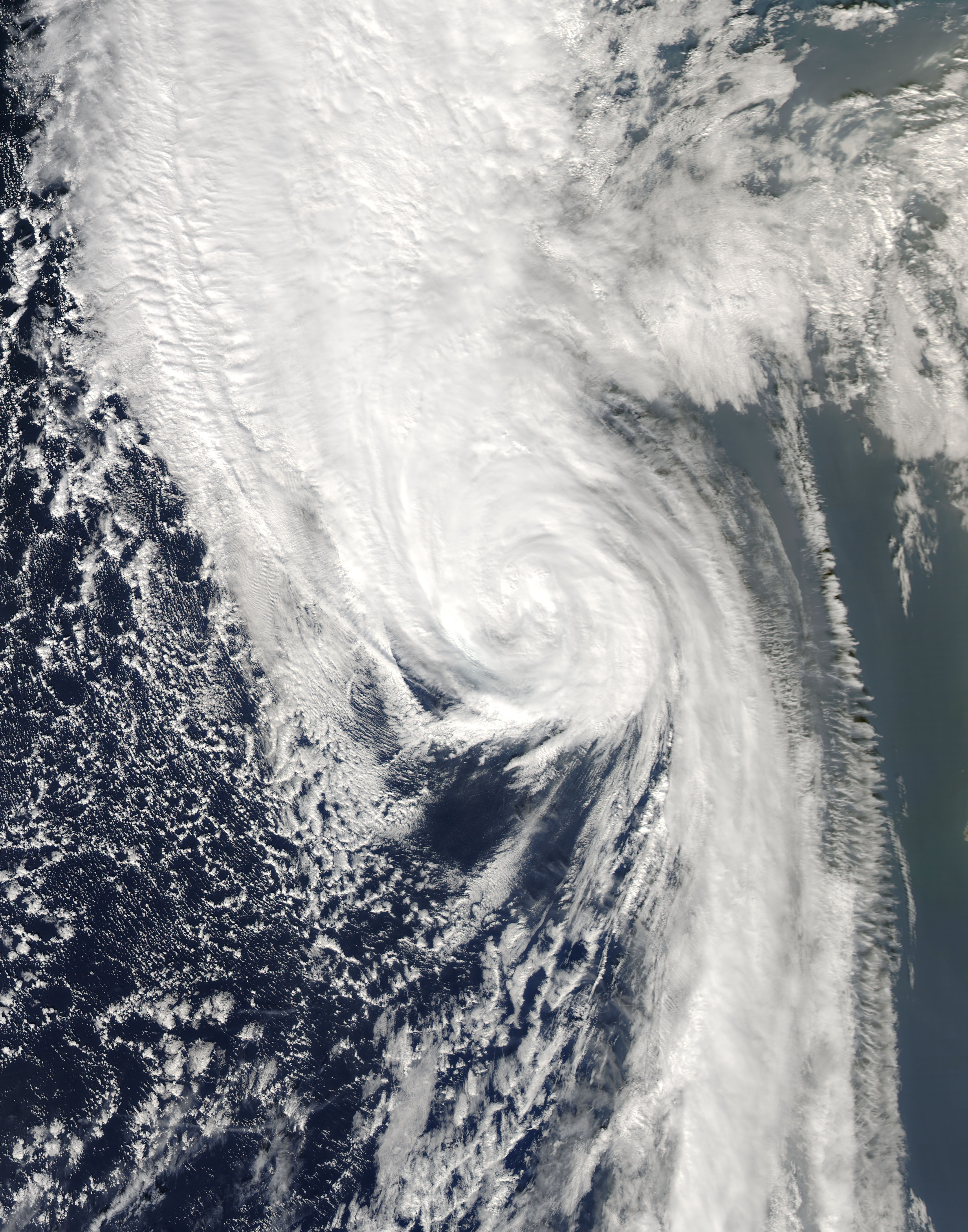
Bouře Ophelia

### Bouře Aileen[1]
Tato bouře se zformovala 12. září 2017 a rozptýlila se 13. září 2017. Nejvyšší průměrná rychlost větru dosáhla 110 km/h. Při bouři nikdo nezemřel, ale kolem 69 000 lidí přišlo o elektřinu.

### Bouře Ophelia
Více informací naleznete v článku Hurikán Ophelia
Tato bouře se zformovala 9. října 2017 jako tropická cyklóna Atlantické hurikánové sezóny roku 2017. Bouře zasáhla Irsko a Velkou Británii 16. a 17. října 2017. V Londýně se kvůli bouři zbarvilo nebe do oranžova a na jihu Irska byla naměřena síla větru 191 km/h. Následkem bouře v Irsku zemřeli 3 lidé.

### Bouře Brian
Tato bouře zasáhla Irsko 21. října 2017. V centru bouře byl naměřen tlak pouhých 956 hPa, což je méně než u Ophelie, která měla 959 hPa. Při bouři zemřel 1 člověk.

### Orkán Herwart
Cyklóna Herwart dosáhla nejnižšího tlaku 970 hPa a ve střední Evropě vyprodukovala silný vítr o rychlosti orkánu (118 km/h). Nejvyšší naměřené nárazy větru se vyskytly na Luční boudě – 182 km/h. V ČR se jednalo o nejhorší orkán od roku 2007.

### Bouře Caroline
Tato bouře zasáhla Velkou Británii a Irsko 7. prosince 2017. Maximální rychlost větru byla 150 km/h. Následkem bouře zemřel 1 člověk.

### Bouře Eleanor
Bouře Eleanor zasáhla západní Velkou Británii a západní Evropu 3. ledna 2018. Bez proudu se ocitlo přes 200 tisíc francouzských domácností. Ve Francii kvůli bouři zemřeli 3 lidé.